# Theodore H. H. Pian
Theodore H. H. Pian (né le 18 janvier 1919 à Shanghai, et mort le 20 juin 2009) est un ingénieur américain.
- Thèse sous la direction de Heinrich Hencky (de) (1931)
- Professeur émérite au MIT
- Membre honoraire de l'ASME (1985)
- Membre de la National Academy of Engineering (1988)